# Subiasella maculata
Subiasella maculata är en kvalsterart som först beskrevs av Hammer 1952.  Subiasella maculata ingår i släktet Subiasella och familjen Oppiidae. Inga underarter finns listade i Catalogue of Life.